# Dorfkirche Harpersdorf

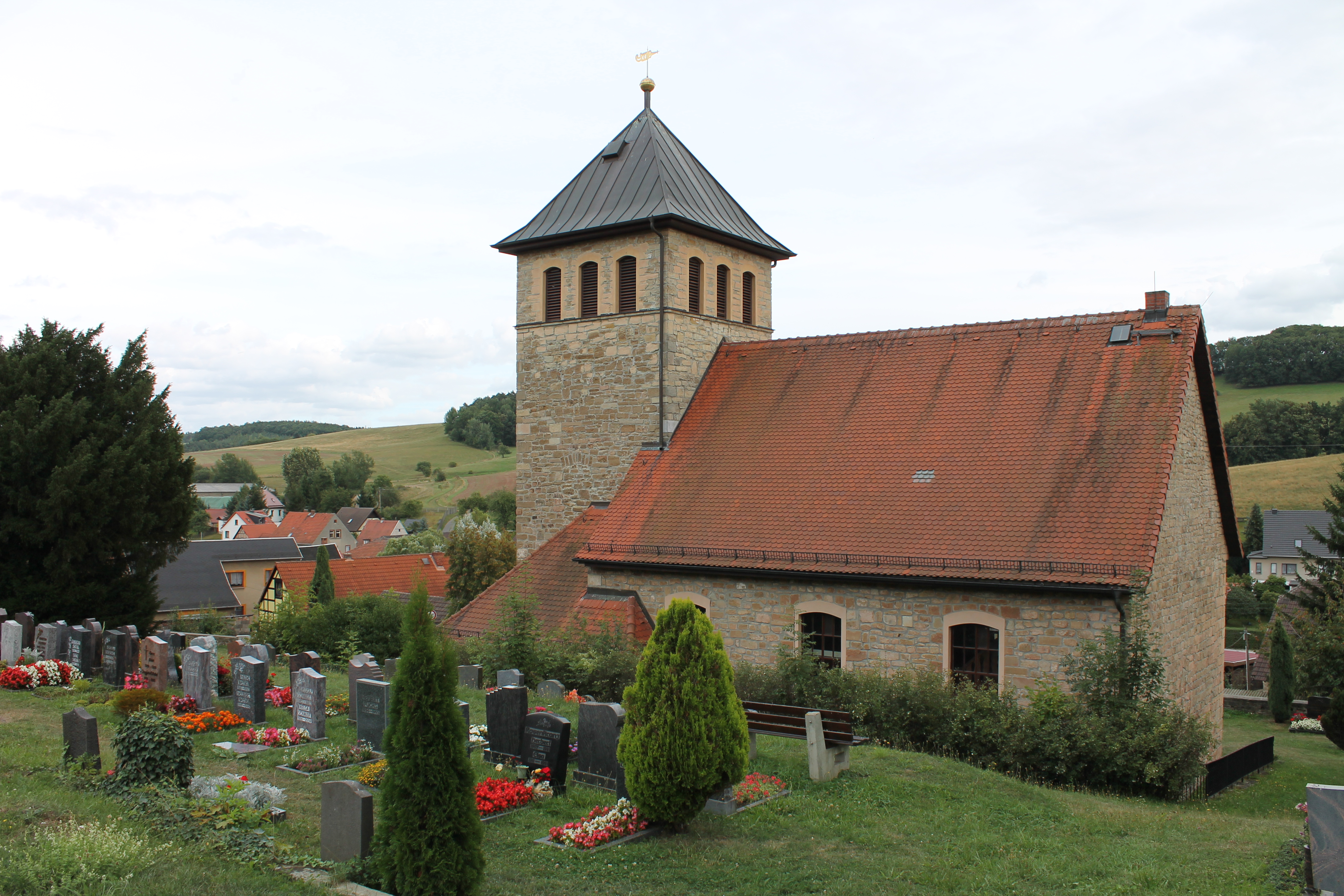
Die Kirche

Die evangelische Dorfkirche Harpersdorf steht im Ortsteil Harpersdorf der Gemeinde Kraftsdorf im Landkreis Greiz in Thüringen. Sie gehört zur Kirchengemeinde Rüdersdorf-Kraftsdorf im Kirchenkreis Gera der Evangelischen Kirche in Mitteldeutschland.

## Geschichte
In den Jahren 1817 und 1818 wurde die Kirche gebaut, 1945 jedoch durch amerikanische Flugzeuge bei einem Bombenangriff zerstört.
Bereits 1946 begannen die Aufräumungsarbeiten durch viele Helfer, die sogar aus den umliegenden Orten kamen. Auch die Ausschachtungsarbeiten für die neuen Kirchenmauern begannen umgehend. Bereits 1950 wurde der Kirchenneubau durch den Landesbischof Moritz Mitzenheim eingeweiht.
Im Jahre 1990 musste das Nachkriegsdach des Kirchenschiffes neu gedeckt werden. Dabei bekam der Kirchturm einen vergoldeten Turmknopf mit Wetterfahne. 1998 und 1999 erfolgte dann eine grundlegende Instandsetzung der Kirche.
Im Jahr 2000 folgte die 50-Jahr-Feier. Den Festgottesdienst hielt der Landesbischof Roland Hoffmann. 2002 wurden die Außenrenovierungen abgeschlossen.

## Innenraum
Die Kirche ist einfach und zweckmäßig eingerichtet. Sie besitzt einen Altar aus Marmor mit profilierter Platte. Die Buntglasfenster im Chor sind mit Malereien ausgelegt. Ein Radleuchter mit zwölf Kerzen schmückt das schlichte Haus. Eine Besonderheit ist die Madonna mit Jesukind auf einem Gemälde aus dem Mittelalter. Die Decke ist mit Schablonenmalerei geschmückt.